# KkStB 1.4
Der 1.401 war ein Dampftriebwagen der k.k. Staatsbahnen (kkStB). Er bestand aus einem zweiachsigen Maschinenteil mit Kessel, Dampfmaschine, Vorräten und Führerstand sowie einem darauf aufgesattelten Wagenkasten mit den Fahrgasträumen. Dieser stützte sich zusätzlich auf einem Laufdrehgestell ab.

## Geschichte
Als sich die Einsicht durchsetzte, dass zweiachsige Dampftriebwagen nicht die in sie gesetzten Hoffnungen befriedigen konnten, begann die Entwicklung vierachsiger Fahrzeuge, wie des Triebwagens 1.401 der kkStB für die Lokalbahn Swětla–Ledeč–Kácow im östlich von Prag gelegenen Sázavatal. Der Maschinenteil der Bauart Komarek wurde von der Böhmisch-Mährischen Maschinenfabrik, der Fahrzeugteil von Ringhoffer in Prag-Smichov geliefert.
Das Fahrzeug hatte ein Zweizylinder-Nassdampfverbundtriebwerk mit Heusinger-Steuerung und einer Gölsdorf-Anfahrvorrichtung. Es gab acht Sitzplätze zweiter Klasse und 31 dritter Klasse sowie ein WC.
Nach dem Ersten Weltkrieg blieb der Triebwagen bei der ČSD, die ihn als M 223.001 bezeichnete. Er wurde weiterhin auf seiner Stammstrecke eingesetzt, die sogar bis Čercany verlängert wurde. Als er aber von Lokomotiven der Reihe 423.0 abgelöst wurde, versetzte man ihn für Probefahrten zur Lokalbahn bei Chrudim und Böhmisch Leipa–Steinschönau, von wo er nach Kuttenberg kam. Erst 1940 kam er nach Opočno, wo er den ausgemusterten M 124.002 ersetzte.
Er wurde 1948 ausgemustert, nachdem neue Dieseltriebwagen der Reihe M 131.1 in Dienst gestellt worden waren.